# Blaise Compaoré
Blaise Compaoré (ur. 3 lutego 1951 w Wagadugu) – burkiński polityk i wojskowy, prezydent Burkiny Faso w latach 1987-2014. Objął władzę w wyniku zamachu stanu.

## Życiorys

### Edukacja i kariera wojskowa
Urodził się w rodzinie należącej do grupy etnicznej Mossi. W dzieciństwie uczęszczał do szkoły podstawowej w Ziniaré. W 1972 ukończył szkołę średnią i rozpoczął karierę wojskową. We wrześniu 1973 wstąpił do Szkoły Wojskowej Kamerunu (EMIAC) w Jaunde. W latach 1975–1976 kształcił się w Szkole Piechoty w Montpellier we Francji. W 1977 odbywał staż we Francji w siłach powietrznych, a w 1978 kurs spadochroniarski w Maroku. W 1982 brał udział w kursie oficerskim w Pau we Francji. W lipcu 1975 Compaoré awansował do stopnia podporucznika. W październiku 1977 został porucznikiem. Rok później rozpoczął służbę w Kompanii Interwencyjnej Sił Powietrznych w Bobo-Dioulasso. W maju 1980 został doradcą szefa sztabu sił zbrojnych. W 1981 objął funkcję dowódcy Krajowego Centrum Szkolenia Komandosów w Pô oraz wszedł w skład Rady Sił Zbrojnych. W styczniu 1982 awansował do stopnia kapitana.

### Zamach stanu 1983 i 1987
W listopadzie 1982 w Górnej Wolcie (nazwa Burkiny Faso do 1984) doszło do kolejnego z rzędu zamachu stanu. Władzę przejął major Jean-Baptiste Ouédraogo i Rada na rzecz Ocalenia Ludu (CSP, Conseil de Salut du Peuple). W skład rady wchodził Compaoré razem ze swoim towarzyszem broni kapitanem Thomasem Sankarą. Reprezentowali oni radykalne skrzydło rady. Między radykałami a umiarkowanymi wojskowymi doszło do konfliktu, którego rezultatem było aresztowanie w maju 1983 wielu zwolenników radykalnych (bardziej lewicowych) poglądów. Compaoré nie został zatrzymany i zdołał uciec w okolice Pô i tam zorganizować ruch oporu, zmierzający do uwolnienia zatrzymanych (m.in. Sankary). 4 sierpnia 1983 Compaoré wraz ze swoimi oddziałami wkroczył do Wagadugu, oswobodził Sankarę i razem z nim powołał do życia Radę Narodową Rewolucji (CNR, Conseil National de la Révolution). No czele państwa stanął Thomas Sankara, który zmienił nazwę państwa na Burkina Faso i rozpoczął lewicowe reformy. W latach 1983–1987 Compaoré pełnił funkcję ministra stanu przy prezydencie oraz ministra sprawiedliwości.
W miarę upływu czasu lewicowy radykalizm Sankary powodował uformowanie się wewnętrznej opozycji przeciw niemu. Na czele grupy niezadowolonych z aktualnej polityki państwa stanął Compaoré. 15 października 1987 dokonał on zamachu stanu, w czasie którego zabity został Thomas Sankara, okrzyknięty mianem „zdrajcy rewolucji”. Compaoré stanął na czele utworzonego Frontu Powszechnego (Front Populaire).

### Prezydent
Compaoré w swoim pierwszym przemówieniu do narodu 19 października 1987 ogłosił początek nowej polityki i nowe otwarcie. Zadeklarował jednak kontynuowanie i osiągnięcie celów rewolucji oraz „naprawę odchyleń Sankary” od pierwotnych jej założeń. Początkowo w skład kierownictwa Frontu Powszechnego, który przejął władzę w państwie, obok Compaoré wchodziło jeszcze dwóch wojskowych, kapitan Henri Zongo i major Jean-Baptiste Boukary Lengani. Tworzyli oni swoisty triumwirat, który rządził Burkina Faso. Jednakże 18 września 1989 Zongo i Lengani zostali oskarżeni o spiskowanie i organizowanie zamachu przeciw władzy Frontu Powszechnego. Tego samego dnia zostali aresztowani i skazani na śmierć. Umożliwiło to Blaise'owi Compaoré przejęcie całkowitej władzy w państwie.

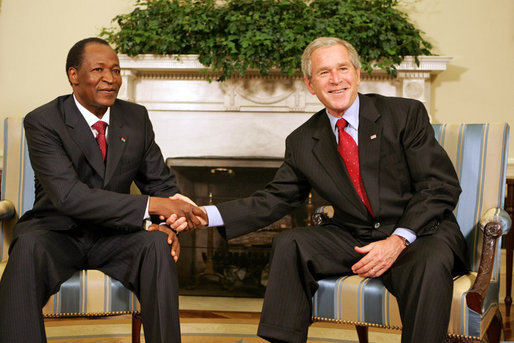
Blaise Compaoré z prezydentem Stanów Zjednoczonych George'em W. Bushem, 16 lipca 2008

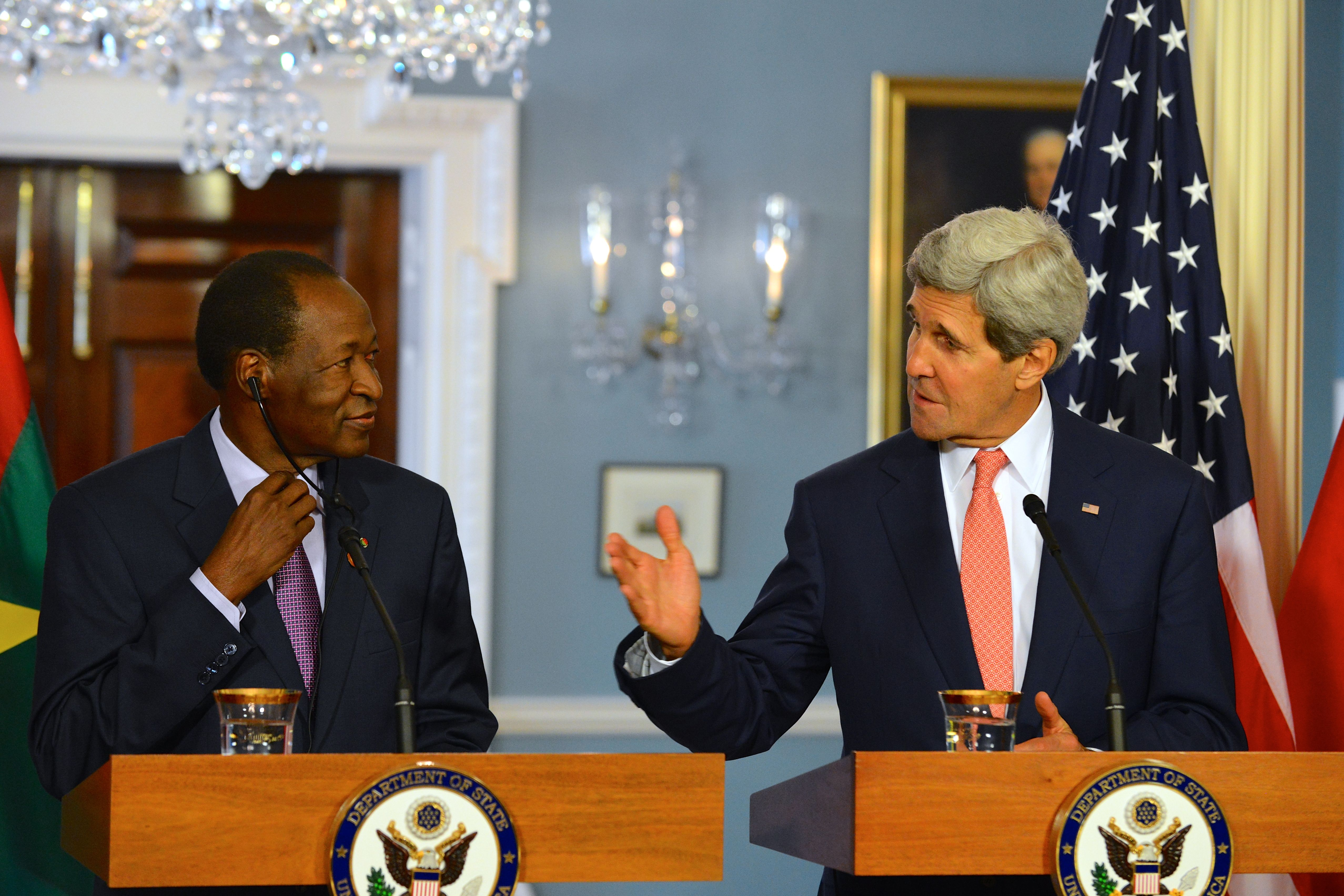
Prezydent Compaoré i John Kerry,
4 sierpnia 2014

W marcu 1990 na I Kongresie Frontu Powszechnego Blaise Compaoré zapowiedział stworzenie konstytucji, ustanawiającej w kraju rządy prawa. W grudniu 1990 rozpoczęły się prace na jej projektem. W czerwcu 1991 konstytucja została przyjęta w wyniku referendum. 1 grudnia 1991 w Burkina Faso odbyły się pierwsze wybory prezydenckie, w których zwyciężył Compaoré. Opozycja zbojkotowała wybory ze względu na niedemokratyczne dojście Compaoré do władzy. Jako jedyny kandydat Compaoré zdobył 86% głosów poparcia.
15 listopada 1998 Blaise Compaoré wziął udział w drugich wyborach prezydenckich. I tym razem zostały one zbojkotowane przez główne partie opozycyjne. W wyborach Compaoré zajął pierwsze miejsce, zdobywając 87,5% głosów poparcia.
13 grudnia 1998 w Burkina Faso został zamordowany Norbert Zongo, dziennikarz badający morderstwo szofera brata prezydenta Compaoré. Sprawa śmierci dziennikarza nie została wyjaśniona, ale podejrzenia skierowane były na otoczenie prezydenta. W 1999 niezależne śledztwo stwierdziło, że zabójstwo to miało podłoże polityczne.
W październiku 2003 w kraju udaremniony został zamach stanu przeciw władzy prezydenta Compaoré. W kwietniu 2004 w procesie sądowym skazanych zostało 13 wojskowych, oskarżonych o przygotowywanie zamachu.
Przed kolejnymi wyborami prezydenckimi w 2005, pojawiły się kontrowersje wokół możliwości kandydowania przez prezydenta Compaoré. W 2000 do konstytucji wprowadzono przepis o limicie dwóch kadencji prezydenckich, natomiast dla Compaoré byłaby to już trzecia kadencja. W październiku 2005 Rada Konstytucyjna zezwoliła jednak prezydentowi na kandydowanie, orzekając że zmiany w prawie z 2000 nie mogą działać wstecz. W wyborach prezydenckich 13 listopada 2005 Compaoré zdobył 80,4% głosów, pokonując kandydatów podzielonej opozycji. Partie opozycyjne, choć początkowo zapowiadały stworzenie wspólnej koalicji wyborczej, nie były w stanie wystawić jednego kandydata. 20 grudnia 2005 prezydent Compaoré został zaprzysiężony na kolejną kadencję.
Blaise Compaoré dał się poznać jako skuteczny negocjator w kilku lokalnych konfliktach między krajami Afryki Zachodniej. 26 lipca 2006 został mianowany mediatorem w Togo w konflikcie między rządem prezydenta Faure Gnassingbé a opozycją. Dzięki negocjacjom pod nadzorem Compaoré, 21 sierpnia 2006 w Lome obie strony podpisały porozumienie o utworzenie wspólnego rządu jedności narodowej i zakończeniu 12-letniego politycznego impasu. Rok później Compaoré zaangażował się w zakończenie konfliktu i wojny domowej w Wybrzeżu Kości Słoniowej. Był negocjatorem i uzgadniał szczegóły porozumienia pokojowego podpisanego 5 marca 2007 przez prezydenta Wybrzeża Kości Słoniowej Laurenta Gbagbo oraz lidera Nowych Sił Guillame'a Soro.

### Zamieszki w 2014 roku
28 października 2014 wybuchła fala zamieszek i protestów głównie w stolicy kraju – Wagadugu po tym, jak rząd rozpoczął pracę nad nowelizacją prawa umożliwiającą ubieganie się przez prezydenta o kolejne kadencje. 30 października 2014 miały miejsce najliczniejsze manifestacje. Tego samego dnia prezydent ogłosił wprowadzenie stanu wyjątkowego, zdymisjonował rząd i rozwiązał parlament. Wkrótce później poinformowano, że Compaoré wyjechał do Senegalu i zaapelował do obywateli o spokój. Działacz opozycyjny Emile Pargui Pare określił, że w Burkina Faso ma miejsce czarna wiosna (w nawiązaniu do Arabskiej Wiosny). 31 października 2014 w telewizyjnym oświadczeniu Blaise Compaoré ogłosił swoją rezygnację ze stanowiska prezydenta i przekazał władzę szefowi armii, generałowi Honoré Traoré.

## Odznaczenia
- Krzyż Wielki Narodowego Orderu Zasługi (Gwinea)[15]
- Krzyż Wielki Orderu Plejady (Międzynarodowa Organizacja Frankofonii)[15]
- Krzyż Wielki Międzynarodowego Orderu Palm Akademickich (OIPA/CAMES)[16]